# Букины
«Бу́кины» — российский комедийный телесериал 2023 года, продолжение ситкома «Счастливы вместе». Главные роли в нём сыграли Виктор Логинов, Наталья Бочкарёва, Дарья Сагалова, Александр Якин.

## Сюжет
Действие сериала происходит через 10 лет после завершения 6 сезона «Счастливы вместе». Герои сериала — семья Букиных, живущая в Екатеринбурге: отец семейства Гена, работающий в обувном магазине, его жена домохозяйка Даша, которая проматывает всю зарплату мужа, и двое детей. Когда повзрослевшие дети покидают, наконец, родительский дом, Гена и Даша решают пожить в своё удовольствие. Однако позже дети внезапно возвращаются вместе со своими семьями.

## В главных ролях
| Актёр             | Роль |
| ----------------- | --- |
| Виктор Логинов    | Геннадий (Гена) Петрович Букин глава семьи Букиных,владелец обувного магазина. Во 2 сезоне в связи с проблемами со здоровьем становится домохозяином и передаёт бизнес в руки Даши |
| Наталья Бочкарёва | Евдокия (Даша) Евкакиевна Букина домохозяйка, астролог, блогер, жена Гены, мать Ромы и Светы, бабушка Маши. Со 2 сезона - управляющая обувного магазина                            |
| Дарья Сагалова    | Светлана (Света) Геннадьевна Букина (1 сезон) дочь Гены и Даши, старшая сестра Ромы, мать Маши. После событий 1 сезона переехала с дочкой в Китай                                  |
| Александр Якин    | Роман (Рома) Геннадьевич Букин сын Гены и Даши, младший брат Светы, отец будущего ребёнка, дядя Маши, работник обувного магазина                                                   |
| Максим Лагашкин   | Валерий Васильевич (1 сезон) новый сосед, стоматолог |
| Екатерина Стулова | Катя (1 сезон) жена Валеры, новая соседка |
| Кирилл Кондратов  | Данила Краснов друг Гены, работник обувного магазина |
| Михаил Тарабукин  | Олег (1 сезон) ухажёр и бывший школьный учитель Светы |
| София Сотникова   | Маша (1 сезон) дочь Светы,внучка Гены и Даши, племянница Ромы |
| Виктор Пашкин     | Сергей муж клиентки |
| Анна Глаубэ       | Ася (1 сезон) продавец в цветочном магазине, бывшая возлюбленная Ромы |
| Альбина Кабалина  | Зоя охранник торгового центра, бывшая одноклассница Ромы, впоследствии его возлюбленная, со 2 сезона - его жена, мать будущего ребёнка                                             |
| Роман Шпагин      | Ян |
| Тимур Батрутдинов | Денис (1 сезон) бывший муж Светы и отец Маши |
| Саша Стоун        | администратор |
| Павел Савинков    | Анатолий Полено (2 сезон) бывший сосед и лучший друг семьи Букиных, бывший муж Лены Полено                                                                                         |
| Ольга Тумайкина   | Людмила (2 сезон) мать Зои, тёща Ромы, бабушка будущего ребёнка |

## Серии
| Сезон | Сезон | Серии | Период трансляции        |
| ----- | ----- | ----- | ------------------------ |
|       | 1     | 10    | 18 — 29 декабря 2023     |
|       | 2     | 12    | 28 июля — 5 августа 2025 |

## Производство
5 июля 2023 года стало известно о начале работы над сериалом, включающим 10 эпизодов. Производством занимается «Кинокомпания братьев Андреасян». Роли в ситкоме исполнили главные герои сериала «Счастливы вместе» Виктор Логинов, Наталья Бочкарёва, Дарья Сагалова и Александр Якин. Юлия Захарова и Павел Савинков, сыгравшие Лену и Толика Полено, в сиквеле задействованы не были.
Виктор Логинов рассказал, что «Букины» будут не «стерильно ситкомовским» шоу, а «более тонкой и объёмной» историей, соответствующей «духу времени».
В августе 2023 года были опубликованы фотографии Виктора Логинова, Натальи Бочкарёвой и Александра Якина в образах своих героев. На фото видно, что Даша Букина осталась верна своему стилю, а Гена Букин немного изменил свой образ.
7 сентября 2023 года начались съёмки сериала. Премьера состоялась 18 декабря 2023 года на ТНТ. Ещё до выхода первого сезона сериал был продлён на второй сезон. Также запланирован выход полнометражного фильма.
Съёмки второго сезона стартовали 15 января 2025 года. Также стало известно, что Павел Савинков вернётся к роли Анатолия Полено. Позже стало известно, что Дарья Сагалова в новом сезоне не появится из-за неприемлемого для актрисы сценария. Премьера второго сезона состоялась 28 июля в 20:00 на ТНТ.

## Критика
Пилотные серии получили сдержанные рецензии. Обозреватель «Чемпионат. Play» Михаил Шевкун пишет, что «новый сериал получился стерильным и беззубым»: по его словам, первые серии не вызывают чувства ностальгии, а страдают от недостатка изменений в характерах персонажей, следить за которыми спустя 10 лет абсолютно неинтересно.